# فيسنتي أكوستا
فيسنتي أكوستا (بالإسبانية: Vicente Acosta)‏ هو شاعر وسياسي سلفادوري، ولد في 24 يوليو 1867 في السلفادور، وتوفي في 24 يوليو 1908 في تيغوسيغالبا في هندوراس.